# Circus Maximus
Circus Maximus (wł. Circo Massimo – dosł. cyrk największy) – najstarszy i największy cyrk starożytnego Rzymu. Znajdował się w dolinie Murcia, pomiędzy wzgórzami Palatynu i Awentynu, w pobliżu Forum Boarium. Jego budowa i rozwój przez ponad tysiąc lat uczyniły go jednym z najbardziej ikonicznych miejsc w starożytnym Rzymie.

## Historia

### Powstanie i rozwój
Circus Maximus został założony za panowania Tarkwiniusza Starego w VI w. p.n.e. Początkowo miał formę drewnianego obiektu, służącego do wyścigów rydwanów i uroczystości religijnych, takich jak Consualia. W 329 p.n.e. wybudowano pierwsze stałe elementy w drewnie, w tym stajnie (carceres).
W czasie Republiki dodano kolejne struktury, takie jak "jaja" (ova) i delfiny na spinie, które liczyły okrążenia. W okresie Cesarstwa przebudowy dokonali m.in. Juliusz Cezar i Oktawian August, a ostateczną monumentalną formę Circus Maximus uzyskał za panowania Trajana. W czasach Augusta wprowadzono m.in. obeliski, które nie tylko ozdabiały arenę, ale miały również znaczenie religijne.
W czasie panowania Klaudiusza rozbudowano trybuny z kamienia, aby zapewnić większą trwałość i bezpieczeństwo konstrukcji. Neron, z kolei, dodał elementy dekoracyjne, w tym fontanny na spinie, co zwiększyło estetyczne walory obiektu.

### Pożary i odbudowy
Cyrk był kilkukrotnie niszczony przez pożary, m.in. w 64 r. n.e. za panowania Nerona oraz w czasach Domicjana. Po każdym zniszczeniu był odbudowywany, z wykorzystaniem coraz trwalszych materiałów, takich jak kamień i marmur. Największa przebudowa miała miejsce za Trajana, kiedy cyrk osiągnął długość 600 m i szerokość 200 m. Wówczas dodano również dodatkowe miejsca siedzące, co pozwoliło pomieścić nawet do 250 000 widzów.
Ostatnie znaczące przebudowy miały miejsce za panowania Konstantyna Wielkiego, który ozdobił obiekt złotymi kolumnami i poszerzył dostęp do loży cesarskiej.

### Schyłek i upadek
Ostatnie igrzyska w Circus Maximus odbyły się w 549 r. za panowania króla Ostrogotów Totila. Po upadku cesarstwa obiekt popadł w ruinę, a jego kamienne elementy zostały wykorzystane jako materiał budowlany. W średniowieczu teren stał się miejscem pastwisk i ogrodów. Obszar zachował swoją formę aż do czasów nowożytnych, kiedy rozpoczęto prace archeologiczne i częściową rekonstrukcję terenu.

## Architektura

### Plan i wymiary
Circus Maximus miał długość 600 m i szerokość 200 m, co czyniło go największym obiektem sportowym starożytnego świata. W centralnej części znajdowała się spina, ozdobiona obeliskami i fontannami, na której ustawiono liczniki okrążeń w postaci jaj i delfinów. Na jednym końcu znajdowały się carceres, czyli stajnie startowe dla rydwanów, które były ozdobione bogatymi rzeźbami i kolumnami.

### Widownia
Widownia mogła pomieścić od 150 000 do 250 000 widzów. Trybuny dzieliły się na sekcje dla senatorów, rycerzy i plebejuszy. W czasach Augusta wprowadzono lożę cesarską, tzw. pulvinar, skąd cesarz mógł obserwować igrzyska. Na widowni panowała hierarchia – wyższe klasy społeczne zajmowały miejsca bliżej areny, podczas gdy niższe warstwy oglądały widowiska z górnych rzędów.

### Dekoracje
Na spinie znajdowały się dwa obeliski: pierwszy sprowadzony przez Augusta z Heliopolis, obecnie na Piazza del Popolo, oraz drugi, większy, ustawiony przez Konstancjusza II z Teb, dziś na Placu Laterańskim. Spina była również ozdobiona rzeźbami bóstw i fontannami, które symbolizowały bogactwo i potęgę Imperium Rzymskiego.

## Wykorzystanie

### Wyścigi rydwanów
Najważniejszą atrakcją były wyścigi rydwanów (ludi circenses), organizowane podczas świąt państwowych, takich jak Ludi Romani i Ludi Plebeii. W wyścigach uczestniczyły cztery frakcje: zieloni, niebiescy, czerwoni i biali, reprezentujące różne klasy społeczne i symbole kosmologiczne. Wyścigi te były niezwykle popularne i często stawały się pretekstem do politycznych i społecznych konfliktów między frakcjami.

### Inne widowiska
Poza wyścigami odbywały się tam również venationes (polowania na dzikie zwierzęta), walki gladiatorów oraz procesje tryumfalne. W czasie igrzysk organizowanych przez Nerona arena służyła również do występów artystycznych. W Circus Maximus organizowano także rekonstrukcje bitew morskich poprzez zalewanie areny wodą.

## Stan obecny
Obecnie Circus Maximus jest otwartą przestrzenią publiczną, wykorzystywaną do organizacji koncertów, wydarzeń kulturalnych i sportowych. Zachowały się jedynie fragmenty fundamentów trybun oraz zarysy spiny. Miejsce to pozostaje jednym z najbardziej rozpoznawalnych punktów turystycznych Rzymu, a także obiektem badań archeologicznych.

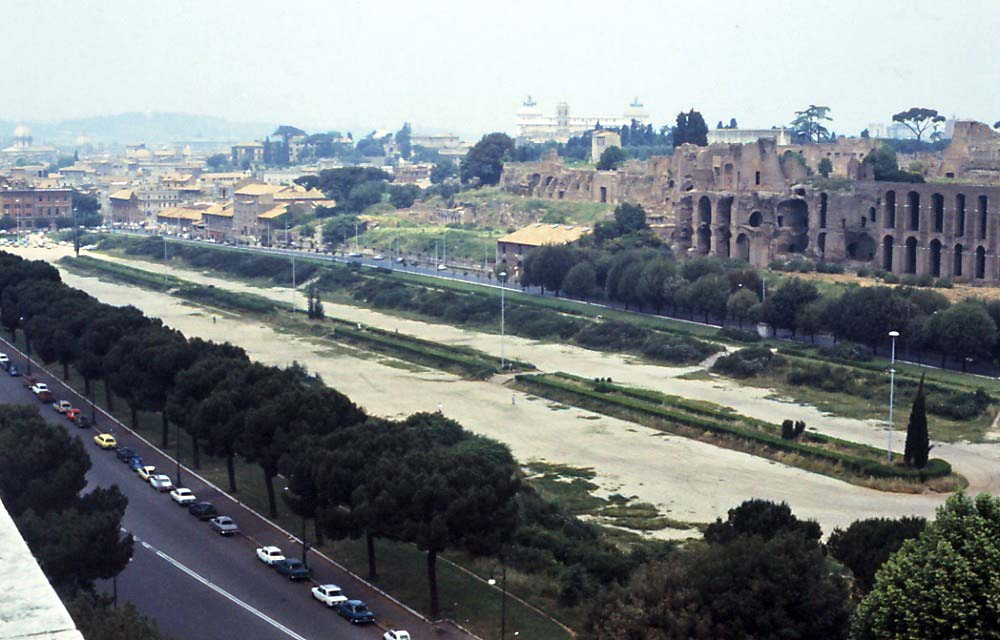
Widok na Circus Maximus z Awentynu
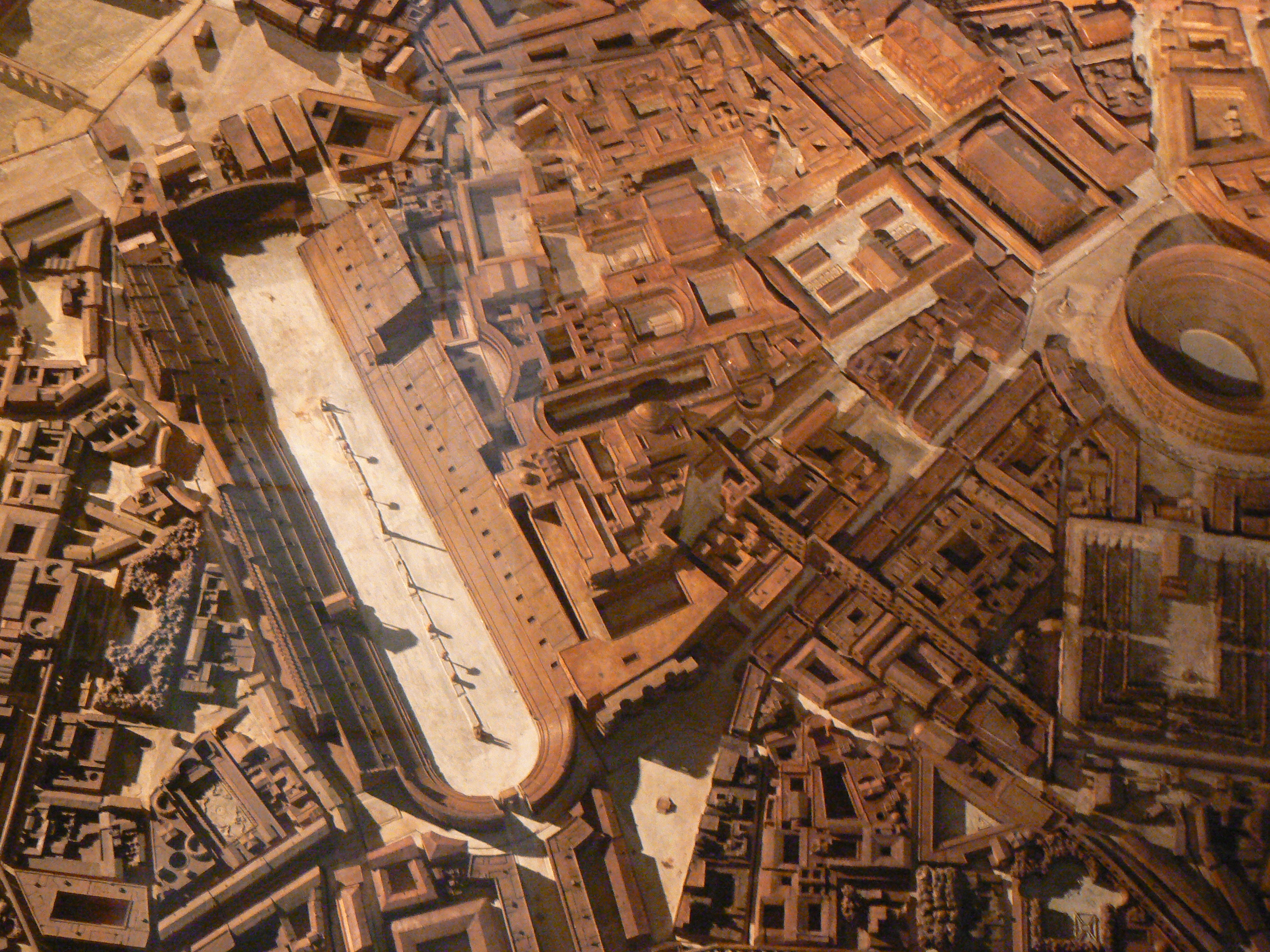
Rekonstrukcja planu Rzymu z Circus Maximus
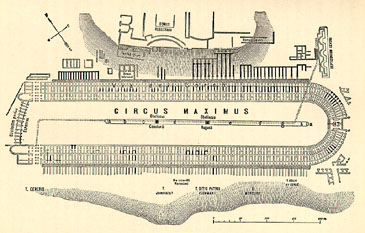
Plan Circus Maximus
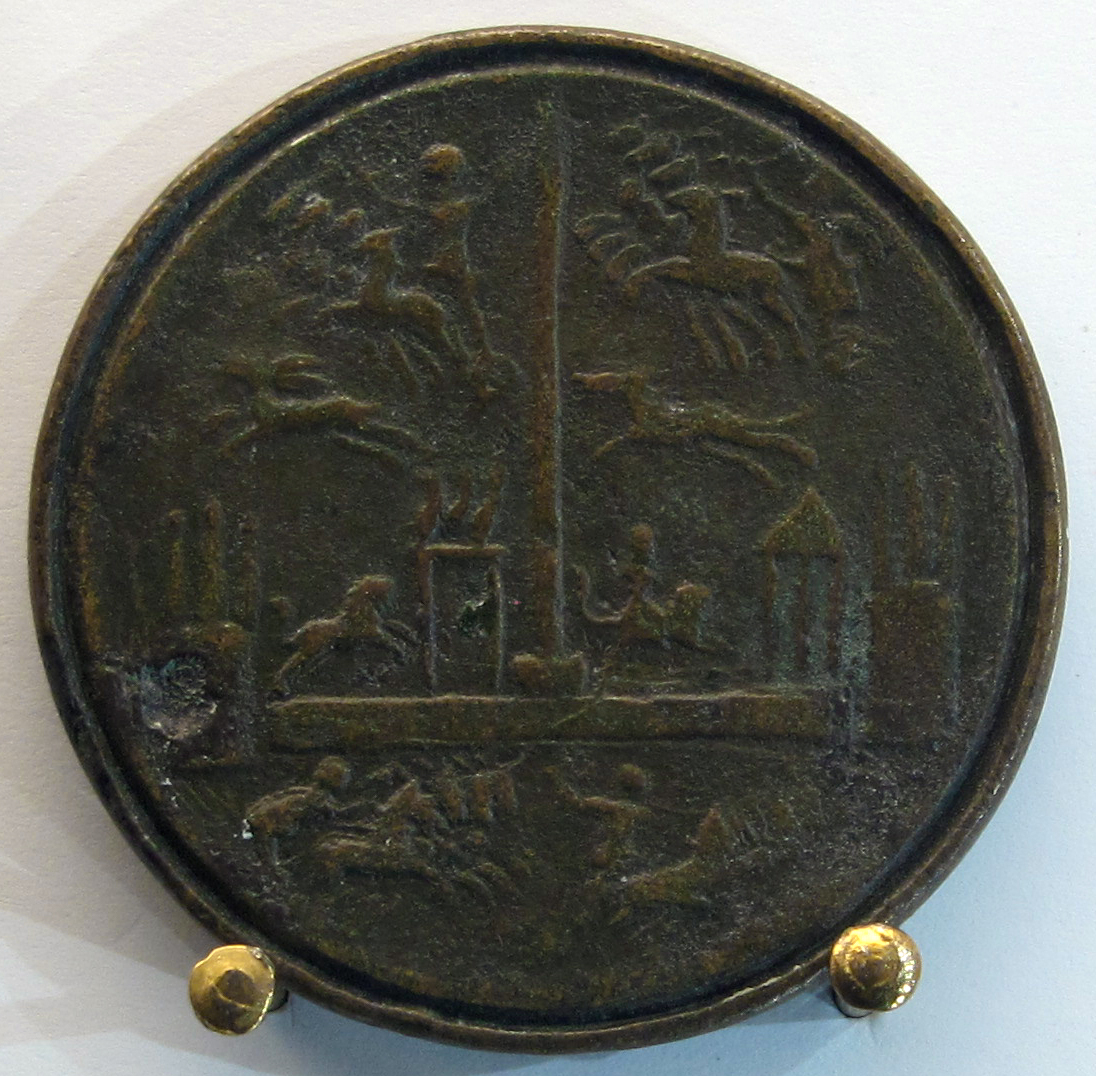
Medalion z czasów Nerona przedstawiający wyścig rydwanów